# Almeng
Almeng (кор.: 알맹) — южнокорейский дуэт, состоящий из Чхве Рина и Ли Хэ Ён. Они вошли в Топ-5 шоу на выживание K-pop Star SBS 3. Almeng выпустили свой дебютный сингл «Let’s Forget» 9 апреля 2014 года, а 21 октября 2014 года вышел дебютный альбом «compoSing of Love».

## Дискография

### Мини-альбомы
| Название          | Детали альбома                                                                                  |
| ----------------- | ----------------------------------------------------------------------------------------------- |
| CompoSing of Love | - Выпущен: 21 октября 2014 г. - Лейбл: YNB Entertainment, CJ E&M - Формат: CD, digital download |

### Синглы
| Год  | Название            | Альбом                |
| ---- | ------------------- | --------------------- |
| 2014 | «Tobacco Shop Girl» | K-pop Star TOP10      |
| 2014 | «Bus Stop»          | K-pop Star TOP8       |
| 2014 | «Tree Frog»         | K-pop Star TOP6       |
| 2014 | «Let’s Forget»      | Three Days OST Part 6 |
| 2014 | «Phone in Love»     | CompoSing of Love     |
| 2014 | «Half an Hour»      | CompoSing of Love     |
| 2015 | «Yes I Do»          | Yes I Do — Single     |
| 2016 | «Cheers To Me»      | Cheers To Me — Single |

## Фильмография

### ТВ сериалы
| Год       | Название     | Роль       | Канал |
| --------- | ------------ | ---------- | ----- |
| 2013-2014 | K-pop Star 3 | Самих себя | SBS   |